# Ricardo plc
Ricardo plc is een Brits beursgenoteerd bedrijf genoemd naar de oprichter, Harry Ricardo, oorspronkelijk opgericht en geregistreerd als Engine Patents Ltd. in 1915. Ricardo is een wereldwijd technisch, milieu- en strategisch adviesbureau dat actief is in verschillende marktsectoren. Sinds 1919 bevindt het hoofdkantoor zich in Shoreham-by-Sea, West Sussex. Ricardo ontwikkelt motoren, transmissies, voertuigsystemen, intelligente transportsystemen (ITS) en hybride en elektrische systemen, naast het verstrekken van milieu- en strategische adviesdiensten.
De activiteiten van Ricardo bestrijken een reeks marktsectoren, waaronder personenauto's, bedrijfsvoertuigen, spoorwegen, defensie, motorsport, motorfietsen, off-road, scheepvaart, schone energie en energieopwekking en overheid. Op de klantenlijst staan fabrikanten van originele transportmiddelen, supply chain-organisaties, energiebedrijven, financiële instellingen en overheidsinstanties.
Naast het hoofdkantoor van Shoreham UK zijn er technische centra in Royal Leamington Spa, Cambridge, Chicago, Detroit, Aken, Schwäbisch Gmünd, Praag en regionale kantoren in Shanghai, Yokohama, Seoel, New Delhi en Moskou.

## Harry Ricardo
Harry Ricardo (vanaf 1948: Sir Harry Ricardo) werd geboren in Londen in 1885. Hij studeerde aan de Rugby School en in oktober 1903 studeerde hij af aan het Trinity College in Cambridge als student civiele techniek.
De eerste auto's met verbrandingsmotor werden gemaakt door Daimler en Benz in het jaar van zijn geboorte en in zijn kindertijd werd hij duidelijk sterk beïnvloed door deze nieuwe vormen van transport. Ricardo gebruikte al gereedschappen en bouwde motoren sinds zijn tiende.
Vanaf zijn vroegste dagen had Harry Ricardo een fascinatie voor motoren. Hij had in zijn jeugd veel kleine motoren ontworpen en gebouwd, waaronder, op 17-jarige leeftijd, een motor om water te pompen in het ouderlijk huis in Sussex. In 1906 diende hij zijn eerste patent voor motorontwerp in terwijl hij nog studeerde in Cambridge.
Hij stond bekend om zijn onderzoek naar het probleem van het aanslaan van motoren. Zijn onderzoek en de daaruit volgende vermindering van het brandstofverbruik maakte het in juni 1919 voor John Alcock en Arthur Whitten Brown mogelijk om de eerste Transatlantische vlucht van St. John's (Newfoundland en Labrador) naar Clifden (Ierland) te maken. Zij gebruikten een Vickers Vimy-bommenwerper met een volgens Ricardo's adviezen aangepaste motor.
In de loop der jaren was hij verantwoordelijk voor belangrijke ontwikkelingen in het ontwerp van zuigermotoren voor een aantal toepassingen en afgeleiden van zijn originele ontwerpen zijn nog steeds in productie.
Hij werd verkozen tot Fellow of the Royal Society in 1929 en werd in 1948 geridderd als erkenning voor zijn diensten aan de verbrandingsmotorindustrie. Hij stierf in 1974 op 89-jarige leeftijd.
In 1964 ging Harry Ricardo met pensioen, maar hij hield nog veel contact met zijn ingenieurs tot zijn dood in 1974.

#### 1906: Dolphin auto
In 1904, aan het einde van zijn eerste jaar in Cambridge, nam Harry Ricardo deel een wedstrijd van de University Automobile Club. Het ging erom een machine te ontwerpen die het verst kon rijden op een Imperial quart (1,14 liter) benzine. De motor van Ricardo was de zwaarste, maar ingebouwd in een motorfiets legde hij de winnende afstand van 64 kilometer af. Hij werd vervolgens uitgenodigd om samen te gaan werken met de hoogleraar Mechanica en Toegepaste Mechanica, Bertram Hopkinson, die onderzoek deed naar motorprestaties. Ricardo studeerde in 1906 af maar besteedde nog een jaar aan het onderzoek in Cambridge. In 1908 patenteerde Ricardo zijn tweetaktmotor. Zijn neef Ralph Ricardo richtte de "Two Stroke Engine Company" in Shoreham-by-Sea op en gebruikte Harry's motor voor de Dolphin-auto. Het was een soort van dubbelzuigermotor met twee cilinders waarbij de eerste cilinder het gecomprimeerde benzine/luchtmengsel naar de "werkcilinder" pompte. Dat maakte het mogelijk dat de motor ook stationair kon draaien.
Er werden zowel twee- als viercilinderversies gebouwd, samen met een grote auto voor de grotere motor. Acht van de grote auto's werden gebouwd, voornamelijk voor familieleden, maar slechts een prototype van de kleinere machine. Dit werd door Harry Ricardo gebruikt voor zijn persoonlijk vervoer voor de komende tien jaar. De autoproductie werd dus geen succes, maar toen men een prototype van een boot met de kleine motor maakte, waren de lokale vissers onder de indruk en uiteindelijk werden veel vissersboten met Harry Ricardo's tweetaktmotor uitgerust. Die motor kwam toch nog in een auto terecht, de Lloyd Vox-auto van Lloyd & Plaister, waarvan tot de Eerste Wereldoorlog ongeveer 100 exemplaren gebouwd werden. 

## Engine Patents Ltd.

### Projecten van de eerste 100 jaar

#### 1915: Mark V tank
In 1915 richtte Harry Ricardo Engine Patents Ltd op, het bedrijf dat tegenwoordig bekend staat als Ricardo plc. In dit jaar werd hij gecontacteerd door de Royal Naval Air Service (RNAS) om te helpen bij het ontwerp van een apparaat om gevechtstanks aan boord van treinwagons te positioneren. Toen de Mark I-tank ingezet werd kwam een aantal problemen aan het licht. Zo had de bestaande motor, een Daimler 105 pk schuiven-benzinemotor, een slecht smeersysteem en daardoor zijn er veel storingen opgetreden. De puur heen en weer bewegende schuiven leverden een grote hoeveelheid olie in de uitlaatpoort en de locatie van de tank op het slagveld werd onthuld door de blauwe rook. Harry ontwierp een nieuwe zescilinder viertakt-kruiskopmotor van 150 pk zonder zichtbare rook die in de Mark V werd gemonteerd. Er werden ongeveer 8000 motoren geproduceerd om de tanks aan te drijven, waardoor deze motor de eerste in massa geproduceerde verbrandingsmotor in het VK is. Ricardo bestudeerde doorlopend de verbrandingsprocessen in de motor. Dankzij andere raffinageprocessen en met een experimentele motor met variabele compressieverhoudingen en door het toepassen van brandvertragende additieven ontdekte hij verbeteringen voor de klopvastheid van de benzine en begon het gebruik van octaangetallen. Daardoor kon zijn tankmotor in de loop der jaren 225 en uiteindelijk 260 pk leveren. Veel meer van deze motoren vonden toepassingen die generatoren aandrijven in werkplaatsen, ziekenhuizen en kampen. Het succes van deze onderneming leverde £ 30.000 aan royalty's op en leidde ertoe dat Harry Ricardo het land kon kopen en het bedrijf in 1919 op de huidige locatie kon vestigen.

#### 1919: Turbulent head
| Harry Ricardo's Turbulent head-zijklepmotor. |

De zijklepmotoren uit de jaren tien konden lang niet het vermogen van de veel duurdere en exclusieve kopklepmotoren ontwikkelen. Als de compressieverhouding te hoog werd, ontstond "pingelen" of "kloppen" als gevolg van de compressiedruk en de daarmee verhoogde temperatuur. Harry Ricardo had al onderzoek gedaan naar andere raffinagemethoden waardoor brandstoffen met verschillende octaangetallen ontstonden, maar hij ontdekte ook dat turbulentie in de verbrandingskamer de ontbrandingssnelheid verhoogde en dat hij dit kon bereiken door de cilinderkop te veranderen. Hij realiseerde zich ook dat het zo compact mogelijk maken van de kamer de afstand die de vlam moest afleggen zou verkleinen en de kans op detonatie zou verlagen. Het ontwerp waardoor de zijklepmotoren nu zeer acceptabele vermogens konden leveren werd gepatenteerd en veel auto- en motorfietsmerken pasten het toe, zoals Vauxhall, Triumph, Harley-Davidson, Hillman-Humber, Ford, Austin en anderen, waaronder het Belgische motorfietsmerk Rush. Omdat zij per motor 37 penny aan royalty's betaalden bouwde Ricardo een aanzienlijk kapitaal op.

#### 1921: Triumph Ricardo kopklepmotor
In 1920 vroeg Triumph aan Harry Ricardo om een 500cc-racer te ontwikkelen. Triumph had op dat moment wel de Triumph Model D TT Roadster, maar de aanduiding "TT" duidde op de Isle of Man TT. De TT Roadster had echter de 550cc-zijklepmotor van het Triumph Model SD, terwijl in de TT slechts motoren tot 500 cc gebruikt mochten worden. 500cc-modellen had Triumph niet. Voor Harry Ricardo was het project interessant omdat hij een vierkleps-kopklepmotor wilde bouwen. Hij bouwde een aantal prototypen en deed proeven met het verminderen van de thermische invloeden op de materialen, met name de (matige) beschikbare metalen voor de kleppen zelf. Ook beproefde hij een aantal klepopstellingen om de doorstroming van inlaatmengsel en uitlaatgassen te verbeteren. Uiteindelijk bouwde hij een motor die gebruikmaakte van de originele (zijklep) nokken op het nokkenwiel, maar met twee stoterstangen die de vier kleppen bedienden via buiten de cilinderkop liggende tuimelaars. Het blok leverde 20 pk, in die tijd zoveel als een 1500cc-automotor. Daarmee bereikte de machine een topsnelheid van 113 km/uur. Het blok kwam in het rijwielgedeelte van het Model SD niet tot zijn recht. Dit frame had al geen beste reputatie op het gebied van handelbaarheid, maar voor een dergelijke sterke motor was het helemaal niet geschikt. In de TT van 1921 was het succes dan ook matig. Uit de Ricardo-racer ontstond het Triumph Model R Fast Roadster, dat in 1923 op de markt kwam voor "gewone" klanten en waarmee wel nog enige sportieve successen behaald werden, zoals en gouden medaille in de International Six Days Trial van 1923.

#### 1923: Vauxhall motorfiets
| De Vauxhall viercilinder van Harry Ricardo |

Terwijl hij voor Triumph alleen het motorblok had ontwikkeld, bouwde Harry Ricardo in 1923 een complete motorfiets voor Vauxhall Motors. Die voorzag hij van een 931cc-langsgeplaatste viercilinderlijnmotor met kopkleppen en asaandrijving. De machine had zeer dikke treeplanken, omdat in de linker de uitlaat verborgen zat en de rechter diende als opbergruimte voor het boordgereedschap. Dat had vanzelfsprekend invloed op de grondspeling en wellicht ook een warme linkervoet voor de bestuurder. Beide wielen waren makkelijk te demonteren en de cilinders waren niet in een cilinderblok gegoten, maar stonden elk apart op het carter. Daardoor kon elke cilinder makkelijk worden gedemonteerd zonder het motorblok uit te bouwen. Ook de koppeling en de versnellingsbak konden eenvoudig gedemonteerd worden. Het werd een mislukking. De productie begon in 1923 en eindigde in 1924. De machine was het prototypestadium niet te boven gekomen. De gebouwde prototypen en onderdelen werden aan personeel van Vauxhall verkocht. 

## Ricardo Consulting Engineers / Ricardo plc.

### Projecten van de eerste 100 jaar

#### 1931: Diesel met indirecte inspuiting, Comet-verbrandingskamer
De Comet-dieselcilinderkop betekende een grote innovatie, die snellopende dieselmotoren mogelijk maakte en een groot succes werd. Vanaf de uitvinding (en patentering) in 1931 evolueerde het concept tot in de jaren negentig. Harry Ricardo vond met dit concept een manier om een dieselmotor meer omwentelingen per minuut te laten draaien door de brandstofinspuiting vroeg op gang te brengen in een aparte wervelkamer. Als de zuiger het bovenste dode punt bereikte verplaatste het reeds ontstoken brandstof/luchtmengsel zich naar de cilinder zelf. Daarmee werd de trage verbranding omzeild en kon de motor sneller draaien.
De originele Comet Mk1, die voor het eerst verscheen in de motor van AEC voor de Londense bussen werd na enkele aanloopproblemen (vooral slecht starten) een succes en in 1936 monteerden 18 Britse en 14 buitenlandse merken deze cilinderkop in licentie, wat Ricardo veel royalty's opleverde. Onder deze merken waren Citroën, Berliet, MAN, Armstrong Siddeley en De Havilland Aircraft. Nadat de directeur van FIAT een demonstratie bij AEC en de Londense busmaatschappij had bijgewoond kwam ook dat merk erbij. De ontwikkeling vorderde snel en het principe breidde zich uit naar andere sectoren, zoals de landbouw, waar de Standard-Triumph 23-diesel een groot succes bleek te zijn in Massey Ferguson-tractoren. Comet-diesels dreven ook opeenvolgende generaties Land Rovers en een groot aantal Peugeots, waaronder de grote Peugeot 403 aan. Tegen de jaren zestig was FIAT de grootste licentiehouder. Ook de Japanse en Indiase auto-industrie gebruikte Comet-patenten.

#### 1931: Citroën Rosalie dieselmotor
| Citroën Rosalie |

André Citroën had in 1934 de Citroën Rosalie uit productie genomen om plaats te maken voor de nieuwe voorwielaangedreven Traction Avant. In eerste instantie werd dit een grote teleurstelling, door problemen met vastlopende kruiskoppelingen en een duur maar mislukt project met automatische transmissie kwam Citroën in grote financiële problemen. Om het tij te keren nam Citroën de Rosalie weer in productie, om tenminste de meer conservatieve klanten die de moderne voorwielaandrijving wantrouwden te bedienen. André had al in de jaren twintig de eerste demonstraties met de Londense AEC-bussen met Ricardo's Comet-dieselmotor gezien en in 1933 reisde hij naar Shoreham-by-Sea voor overleg met Harry Ricardo over het samen ontwikkelen van een 1700cc-dieselmotor voor Citroën. Citroën-ingenieurs werkte samen met collega's van Ricardo plc en al snel waren de eerste prototypen van dieselaangedreven Rosalies klaar. De eerste kant en klare auto's (50 à 75 stuks) werden uitgeleend aan taxichauffeurs die hun bevindingen met de auto doorgaven ter evaluatie. Toen deze eerste modellen in werden verkocht, was het de eerste Franse commercieel geproduceerde personenauto met dieselmotor. André Citroën maakte het succes van de dieselmotor, die in veel meer Citroën-personen en bedrijfsvoertuigen zijn weg vond, niet meer mee. Hij overleed in 1935.

#### 1936: Flying Spray
Na de snelle ontwikkelingen van de benzinemotoren in de Eerste Wereldoorlog en in de jaren twintig begon een aantal ingenieurs, waaronder ook militairen, te onderzoeken of het dieselprincipe vergelijkbare of grotere vermogens kon leveren. Harry Ricardo kreeg een aantal opdrachten van het Luchtvaartministerie om aan motoren voor vliegtuigen en luchtschepen te werken. In 1929 kreeg hij het verzoek om met Rolls-Royce samen te werken om de Rolls-Royce Kestrel V12 om te bouwen op Diesel. Dit was destijds zo ongeveer de standaardmotor voor de Britse jachtvliegtuigen. Ricardo moest de twee cilinderkoppen met in totaal 48 kleppen ombouwen en gebruikte daarvoor het schuivensysteem, een ingrijpende operatie. De eerste resultaten leverden meer vermogen en vooral een lager specifiek brandstofverbruik.
Het project trok de aandacht van kapitein George Eyston, een van een trio van coureurs die achtereenvolgens hogere land- en watersnelheidsrecords vestigden in verschillende machines. Eyston was houder van het diesel-snelheidsrecord op Brooklands in een speciaal voorbereide sedan, ook met een Ricardo-motor (een AEC-busmotor met het Comet-verbrandingssysteem in een Chrysler-chassis), en zijn latere recordauto uit 1934 werd aangedreven door de benzineversie van de Kestrel. Het was dus logisch dat de Kestrel-dieselmotor tot goede resultaten zou leiden. Met de Flying Spray reed hij in mei 1936 op de Bonneville-zoutvlakte het wereldsnelheidsrecord voor dieselmotoren met 256 km/uur. Dit record werd pas in 1950 gebroken. 

#### 1936: Rolls-Royce Crecy vliegtuigmotor
In de jaren twintig en -dertig was Rolls-Royce uitgegroeid tot een van de belangrijkste producenten van vliegtuigmotoren. Henry Royce woonde aan de kust van Sussex, niet ver van Harry Ricardo. In 1931 bespraken ze de mogelijkheid om een nieuw type vliegtuigmotor te ontwikkelen, een tweetakt-V12 met directe brandstofinspuiting. De ontwikkeling van radar in die tijd had gevolgen voor de ontwikkeling van jachtvliegtuigen. Zij hoefden niet te zoeken naar vijandelijke vliegtuigen, maar konden dankzij de radar snel opstijgen en gedetecteerde vijanden onderscheppen. Daardoor werden het brandstofverbruik en de actieradius ondergeschikt aan het vermogen. Het project liep lang, tot ver in de Tweede Wereldoorlog. Er werd geëxperimenteerd met schuiven, turbocompressoren, Stratified injection, waterinjectie en in de laatste jaren met methanol als brandstof.
Harry Ricardo zag de tweetakt-vliegtuigmotor als een logische brug tussen conventionele zuigermotoren en de toekomstige generatie gasturbines. Hij kon op een voordeel van 40 procent in vermogen en 10 procent in brandstofverbruik wijzen. Het Air Ministry zag de zaken echter anders en het project werd in december 1944 stopgezet, tot grote spijt van Ricardo, hoewel een deel van de knowhow later in andere programma's zou worden benut.

#### 1938: Alfa Romeo V16 racemotor
In de tweede helft van de jaren dertig heerste er een extreem nationalistische sfeer in Italië. Benito Mussolini steunde onder meer de snelheidssporten, zoals het wegraceteam van Moto Guzzi. Ook Alfa Romeo moest concurreren met buitenlandse tegenstanders. Alfa Corse, onder leiding van Enzo Ferrari, gaf het Spaanse hoofd van de ontwikkelingsafdeling, Wilfredo Ricart, opdracht een nieuwe racemotor te bouwen. Ricart ging naar Harry Ricardo voor technisch advies. Samen ontwikkelden ze de Alfa Romeo Tipo 162, met een 3.000cc-V16 met een vierkante motor (boring en slag bedroegen 62 mm) en een blokhoek van 135 graden. Met twee compressoren leverden de eerste testmotoren al 490 pk bij 7.800 toeren per minuut en men verwachtte 560 pk als het toerental kon worden verhoogd tot 8.200 tpm. Men produceerde onderdelen voor zes motorblokken, maar door het uitbreken van de Tweede Wereldoorlog werd de samenwerking beëindigd en de Tipo 162 zou nooit in een race uitkomen.
De Tipo 162 legde wel de basis voor latere projecten, zoals de Alfetta 158/159 en de BRM V16. Ricart gebruikte de motor zonder compressoren in de Alfa Romeo Tipo 163. Het vermogen was beperkt tot ca. 190 pk. 

#### 1941: Barostat
Hoewel Harry Ricardo druk was met de ontwikkeling van zuigermotor voor de Britse gevechtsvliegtuigen, hielp hij Frank Whittle ook bij de ontwikkeling van zijn gasturbines. In de Ricardo-werkplaatsen waren al 90 verstuivers voor de testmotoren geproduceerd en Ricardo hielp ook bij het ontwerpen van de verbrandingskamers en het brandstofsysteem.
Een van de problemen was de brandstoftoevoer (met name de druk in de leidingen) bij wisselende buitenluchtdruk op verschillende vlieghoogten en bij snel klimmen en dalen. De piloot moest voortdurend de druk bijstellen. Ricardo ontwikkelde de Barostat, een drukafhankelijke ontlastklep die de druk automatisch regelde, waardoor de piloot werd ontlast en de kans op overtoeren van de motor verdween.
De experimentele Gloster E.28/39, gebouwd om de motor van Whittle te testen, maakte in mei 1941 de eerste jet-aangedreven vlucht van het VK en de daaropvolgende ontwikkeling leidde uiteindelijk tot de tweemotorige Gloster Meteor. In tegenstelling tot Whittle deed Ricardo afstand van eventuele octrooirechten. Zij waren beiden niet gelukkig toen het Amerikaanse General Electric, dat toestemming had om de motor te kopiëren, zelf de motor en de Ricardo Barostat patenteerde. 

#### 1951: Fell locomotief
Luitenant-kolonel L.F.R. Fell ontwikkelde een diesellocomotief met een 4-8-4-asformule. Hij wilde de energieverliezen in het aandrijfsysteem van de dieselelektrische locomotieven omzeilen. Hij ontwikkelde een volledig mechanisch aandrijfsysteem met zes dieselmotoren. Vier daarvan waren 500pk-sterke V12 Paxman-Ricardo hoofdmotoren, de andere twee waren 150pk-AEC-Ricardo-diesels die alleen dienden om de compressoren voor de hoofdmotoren aan te drijven. Het aandrijfsysteem was zeer complex. De vier hoofdmotoren waren hydraulisch gekoppeld aan een centrale versnellingsbak met drie differentiëlen. De machinist kon afhankelijk van de belasting of vereiste snelheid meer of minder hoofdmotoren inschakelen. De druk van de compressoren daalde automatisch als het toerental van de hoofdmotoren toenam, waardoor een constante vermogensafgifte over het hele toerenbereik werd gegarandeerd. Twee grote radiatoren en ventilatoren zorgden voor koeling voor alle zes motoren, en dankzij de dubbele cabines en dubbele bedieningselementen kon de locomotief in beide richtingen rijden. De locomotief met het nummer British Rail 10100 kwam in 1951 in dienst op de lijn Londen-Derby, maar werd het slachtoffer van rationalisering binnen het nieuw genationaliseerde spoorwegnet. Desalniettemin bleef Ricardo's interesse in spoorvervoer bestaan en heeft het bedrijf de daaropvolgende jaren geadviseerd over tal van programma's voor spoor- en rollend materieel.

#### 1970: Geluid en vibratie
In 1970 opende Ricardo plc haar eerste laboratorium om geluids- en vibratiemetingen te doen. Men verwachtte wetgeving die drive-by-geluidsnormen zou vaststellen. De Ricardo NVH (Noice, Vibration & Harshness)-eenheden werden gestaag uitgebreid en later werden laboratoria in Leamington (Utah), Italië, China en Duitsland gebouwd.

#### 1975: Opel 2100D Turbo
In 1975 bouwde Ricardo plc een Opel Rekord 2100 D om tot turbodiesel, met als doel een enigszins vergelijkbaar vermogen te verkrijgen als bij een benzinemotor. Dieselmotoren werden in die tijd in personenwagens nog niet veel gebruikt omdat ze te traag waren. De turbocompressor leverde 40% extra vermogen. Door de oliecrisis van 1973 begonnen ook andere fabrikanten met de ontwikkeling van snellere dieselmotoren en in de tweede helft van de jaren zeventig kwamen er al vlottere modellen, zoals de Volkswagen Golf. 

#### 1981: HRCC VW Jetta
Het VW Jetta-prototype uit 1981 was meer een werkend onderzoeksvoertuig dan een studiemodel. Het maakte deel uit van Ricardo's HRCC (High Ratio Compact Chamber)-programma om het brandstofverbruik van benzinemotoren te verbeteren door middel van een aantal maatregelen, waaronder een veel hogere compressieverhouding, gecombineerd met de mogelijkheid om een arm benzine/luchtmengsel met een laag octaangetal te gebruiken. Voor het HRCC-project bouwde men een aantal eencilinder-testmotoren waarmee vijf jaar werd getest. Het thermisch rendement was ongeveer 10% hoger dan bij een conventionele benzinemotor. De HRCC-cilinderkop had een andere verbrandingskamergeometrie de bougies en kleppen waren anders geplaatst. Speciaal gevormde zuigers maakten een extreem hoge compressieverhouding van 13:1 mogelijk. In de Jetta functioneerde de motor naar tevredenheid, hoewel de koolwaterstof-emissies hoger waren dan bij een "normale" Jetta. De uitstoot van stikstofoxide (NOx) en koolstofmonoxide (CO) was echter lager. Het programma trok de aandacht van de Amerikaanse Environmental Protection Agency, die opdracht gaf voor proeven met een methanolversie van de HRCC-motor. 

#### 1982: Chevrolet Diesel
Na de twee energiecrises (1973 en 1979) van de jaren zeventig moesten zelfs de Amerikaanse autofabrikanten zoeken naar mogelijkheden om hun grote en dorstige auto's zuiniger te maken. Er werden kleinere auto's geïmporteerd, maar de Amerikanen probeerden ook zelf kleinere motoren te bouwen, maar de dieselmotoren waren onbetrouwbaar en gaven de diesel in de VS een slechte naam. Ook toen de grootste druk na een aantal jaren van de ketel ging, realiseerde General Motors zich dat elke producent uiteindelijk goede dieselmotoren zou moeten leveren, vooral voor de zwaardere personenauto's, zoals de pick-up trucks en bestelwagens. GM gaf Ricardo in de VS de opdracht om te helpen een nieuwe dieselmotor te ontwikkelen. In 1982 kwam Chevrolet met een 6,2 liter V8 met meer dan 130 pk. Ricardo paste een benzine-V8 aan met de Comet-wervelkamers, mechanische verstuivers en een roterende brandstofinspuitpomp. De motorsteunen en de aansluiting op het vliegwielhuis bleven gelijk, zodat de dieselmotor zonder problemen in de productielijnen kon worden gebruikt en zelfs achteraf in een benzinevoertuig kon worden ingebouwd. Later werd de motor ook gebruikt in de Hummer H1. Hij bleef tot 2000 in gebruik, toen hij werd vervangen door de Duramax-serie. 

#### 1986: Voyager vliegtuig
Het Rutan Voyager-vliegtuig werd gebouwd door een groep hobbyisten onder leiding van ontwerper Burt Rutan. Zijn broer Richard zou samen met Jeana Yeager als piloot fungeren tijdens een vlucht rond de wereld zonder bij te tanken. Ricardo plc assisteerde tijdens de vijfjarige bouw van het vliegtuig, met name met de configuratie van de Teledyne Continental-motoren voor maximale efficiëntie. De beide motoren waren aan de voor- en achterkant van de romp gemonteerd en hadden verschillende functies: de een moest met tussenpozen op vol vermogen draaien tijdens de klim, terwijl de andere met een laag toerental tijdens de vlucht moest draaien.
Met een drooggewicht van slechts 1250 kg, maar met meer dan 3100 kg brandstof, werd het vliegtuig met composietconstructie geoptimaliseerd voor maximale lift en minimale weerstand; met een maximale vliegsnelheid van minder dan 200 km/h was het kwetsbaar voor tegenwind en turbulentie, waardoor de bemanning vaak werd gedwongen van hoogte te veranderen op zoek naar rustiger omstandigheden. Maar de berekeningen bleken nauwkeurig, zelfs als de brandstofstroommetingen tijdens de vlucht misleidend waren: op 23 december 1986, negen dagen na het opstijgen, landde de Voyager opnieuw op Edwards AFB in Californië, na meer dan 40.000 km te hebben gevlogen op hoogten tot 20.000 ft (6000 m). In de tanks bleef slechts 56 liter brandstof over.

#### 1996: Ferrari 456
| Ferrari 456 GT(A) |

Ferrari gaf FFD-Ricardo in de Verenigde Staten de opdracht om een automatische transmissie voor de Ferrari 456 GT te ontwikkelen. Bij dit model lag de motor voorin, zodat de transmissie om een goede gewichtsverdeling te krijgen in de buurt van de achteras lag. Vanaf de krukas dreef een cardanas een koppelomvormer met vier overbrengingsverhoudingen aan, die voor de achteras lag. De daadwerkelijke versnellingsbak lag achter de as. Dit werd de Ferrari 456 GTA(utomatic). 

#### 2006: JCB Dieselmax
Ricardo had JCB eerder bijgestaan bij het ontwerp van de nieuwe 444-generatie dieselmotoren voor zijn reeks bouwmachines.
Later besloten JCB en Ricardo een poging te doen om het wereldsnelheidsrecord voor dieselmotoren met deze motoren aan te vallen. Simulaties van Ricardo berekenden een vermogen van 1500 pk om 563 km/uur te bereiken. Hoewel de motoren in standaarduitvoering slechts 125 pk leverden, berekende Ricardo dat een voertuig met twee motoren met een turbodruk van 6 bar dit doel bereikt zou kunnen worden. Met een intercooler en waterinjectie kwamen de 5.000cc-motoren al snel op een vermogen van 600 pk per stuk. Er moest wel een aantal speciale componenten gemaakt worden, zoals massieve krukassen, speciale verstuivers en aangepaste nokkenassen.
Wing Commander Andy Green reed de JCB Dieselmax LSR-auto op de Bonneville-zoutvlakte in Utah in augustus 2006 naar een nieuw record van 563.418 km/h.

#### 2008: Foxhound en militaire voertuigen
| Foxhound Light Protected Patrol Vehicle. |

De Foxhound werd door Ricardo plc samen met Force Protection Europe ontwikkeld als vervanger van de Snatch Land Rover, een militair voertuig gebaseerd op de Land Rover Defender. De Snatch Land Rover was slechts licht gepantserd, ontwikkeld om te worden ingezet in Noord-Ierland. Ricardo had al verbeteringen aan de "Snatch" aangebracht, maar bij inzet in gevaarlijke gebieden als Afghanistan werd de auto zwaar bekritiseerd vanwege het gebrek aan bepantsering en de daaruit volgende kwetsbaarheid voor staafpenetratie, holle ladingen (RPG-7) en bermbommen.
Ricardo ontwikkelde het voertuig onder de naam "Ocelot". Het was een radicale nieuwe formule van een lichtgepantserd patrouillevoertuig met vierwielaandrijving en vierwielbesturing. Het gewicht mocht de 7,5 ton niet overschrijden om transport en eventuele berging door een Chinook-helicopter mogelijk te maken. De maximale breedte was 2,1 meter. De romp is V-vormig om de kracht van een bermbom af te leiden. De hele aandrijflijn is binnen het gepantserde gedeelte geplaatst, met uitzondering van de wielen. De hele cabine, die uit composiet bestaat, kan worden verwijderd waardoor de Foxhound kan worden omgebouwd tot verkenningsvoertuig, ambulance of flatbed-pick-up. De 3,2liter-zescilindermotor drijft alle vier de wielen aan, maar als een wiel met wielophanging door een bermbom zou worden vernield kan het voertuig op drie wielen verder rijden. Door de constructie van motor en transmissie op een enkele chassisbalk kan de hele aandrijflijn binnen een uur worden vervangen. Ricardo heeft voor het Britse Ministerie van Defensie een substantiële partij Foxhounds vervaardigd en de ervaring die met het programma is opgedaan, heeft geleid naar volgende projecten voor militaire voertuigen.

#### 2009: McLaren M838T
In 2009 koos McLaren Ricardo als ontwikkelings- en productiepartner voor een nieuwe motor voor toepassingen in de wegauto. Ricardo had - via FFD-Ricardo - McLaren eerder ondersteund door de transmissie te leveren voor de originele McLaren F1-straatauto. De nieuwe motor was echter een grotere uitdaging. Het moest de sterkste, schoonste en zuinigste in zijn klasse worden en het ontwerp moest binnen 18 maanden klaar zijn. Dankzij moderne software werd al snel een basisconfiguratie vastgesteld: een 3,8 liter twin-turbo V8. Omdat Ricardo ook de assemblagetechnieken verzorgde werd de uiteindelijke bouw versneld. Meer dan 400 Ricardo-medewerkers waren betrokken bij het project. De productielijnen van de motor werden in Shoreham gebouwd, voor het einde van de deadline in januari 2011. In dat jaar werden 1500 motoren geleverd. De eerste motoren leverden 600 pk en hadden een CO2-uitstoot van 279 g/km. Later werd het vermogen verhoogd tot 625 pk en uiteindelijk tot 650 pk. McLaren breidde het contract uit tot 5000 motoren per jaar. 

#### 2011: Samenwerking met Jaguar Land Rover
Gedurende zijn hele bestaansgeschiedenis had Ricardo plc al samengewerkt met belangrijke autofabrikanten, motorenbouwers en overheidsorganisatie. In november 2011 ging het een nieuw samenwerkingsverband aan met Jaguar Land Rover om nieuwe modellen op de markt te brengen. Voorbeelden daarvan zijn de viercilinder benzineversies van de Jaguar XJ en de Jaguar XF voor de Chinese markt en de vierwielaangedreven versies van deze modellen voor klanten in de Amerikaanse Snowbeltstaten. Ricardo hielp ook bij de ontwikkeling van het nieuwe Jaguar F-Type sportcoupé, cabriolet en vierwielaangedreven versies. 

#### 2011: TorqStor vliegwiel energieopslag
Ricardo ontwikkelde verschillende systemen om bewegingsenergie van voertuigen op te slaan en later weer af te geven. Bij het volledig mechanisch werkende Ricardo Kinergy-systeem uit 2009 werd bij het remmen van een zwaar voertuig een deel van de energie overgebracht naar een zwaar vliegwiel. Ricardo was ook betrokken bij het Kinetic Energy Recovery System (KERS) dat in de Formule 1 wordt gebruikt. Het vervolg op Kinergy was de TorqStor uit 2011, waarbij dit systeem werd uitgevoerd met een elektromagnetische koppeling die via het vliegwielhuis de energie over kon brengen. Daar werkte het systeem efficiënter door. Binnen in het vliegwielhuis was een vacuüm waarin het vliegwiel 60.000 omwentelingen per minuut kon bereiken. Door de elektromagnetische koppeling kon het systeem ook bij lagere snelheden worden gebruikt om het voertuig weer op gang te brengen. Het systeem leverde 960 kilojoule in het Flybus hybride prototype dat werd ontwikkeld in samenwerking met Torotrak (Continu variabele transmissie), Optare (busfabrikant) en Allison Transmission. Ricardo bouwde het systeem in 2012 ook in een HFX-graafmachine waarbij het een brandstofbesparing van 10% claimde. Nieuwe ontwikkelingen richtten zich onder meer op dieseltreinen. Ricardo plc, Artemis Intelligent Power en Bombardier Transportation werkten samen aan het DDfly Train-onderzoek om het TorqStor systeem voor regeneratief remmen naast diesellocomotieven ook op dieselhydraulische locomotieven te laten werken. Als erkenning voor het potentieel voor eenvoudige en kosteneffectieve energiebesparing kreeg het TorqStor-systeem in 2014 de Tech Award van het SAE World Congress. Ricardo leidde een onderzoeksproject in samenwerking met het Britse Ministerie van Transport om de dieselmotoren van de Britse treinen te vernieuwen en samen met Bombardier en Artemis wordt gewerkt aan vliegwiel-energieopslag voor het Britse dieselmaterieel. 

#### 2015: Rail en marine engineering
Andere projecten in de spoorwegindustrie van Ricardo omvatten een onderzoek naar de haalbaarheid van het gebruik van vloeibaar aardgas in plaats van diesel voor de Canadian National Railway, het ontwerp en de ontwikkeling van elektronische veiligheids- en controlesystemen en samenwerking met Scomi Rail uit Maleisië bij de ontwikkeling van monorail aandrijftechniek. Een belangrijke stap kwam in het eerste kwartaal van 2015 met de overname van Lloyd's Register Rail en de vorming van een aparte business unit Ricardo Rail.
Op maritiem gebied is de expertise van Ricardo toegepast op alles, van kleine buitenboordmotoren en hekschroeven tot grote 8 MW 16-cilinder diesels; nieuwe motorconcepten beloven efficiëntieniveaus van bijna 60 procent en computermodellen van complete aandrijfsystemen voor schepen maken het mogelijk om de waarschijnlijke voordelen van concurrerende energieopslagsystemen te berekenen en zelfs om het investeringsrendement te voorspellen.

#### BMW C600 Maxi scooter
Ricardo had al met succes samengewerkt met BMW Motorrad, in 2008 bij de verbeterde viercilinder BMW K1200 R Sport en in 2011 met de luxe zescilinder K 1600. BMW vroeg Ricardo om ondersteuning bij het C 650-Maxiscooterproject. De taak van Ricardo was om te onderzoeken of de beoogde toeleveranciers aan de hoge kwaliteitseisen van BMW konden voldoen, maar Ricardo werd ook betrokken bij de ontwikkeling van de tweecilinder motor. Men ontwikkelde een motor met een ontstekingsinterval van 270°, waardoor de machine een forser uitlaatgeluid kreeg, dat deed denken aan een 90°-V-twin, maar dat ook hielp om de trillingen binnen de perken te houden. De motor werd aanvankelijk ontwikkeld puur op basis van computeranalyse en -simulaties.

#### Schone energie
Ricardo plc werd aangetrokken voor technische en analyse-ondersteuning voor verschillende projecten voor schone energie, waaronder een 7 MW-windturbine voor Samsung Heavy Industries, goedkopere en meer robuuste zonnecollectoren en motorgeneratoren en bengmarking van de aandrijftechniek voor een grote fabrikant van windenergie-apparatuur. 

#### Taxibot
| De door Ricardo gebouwde testtrailer voor tests met de Taxibot |

Hoewel vliegtuigen vaak met een pushback truck achteruit geduwd worden, taxiën ze op eigen kracht naar de startbaan. Met de toename van het vliegverkeer aan het begin van de 21e eeuw nam zodoende niet alleen de emissie in de lucht toe, maar ook op de grond. Berekend werd dat een passagiersvliegtuig gemiddeld ongeveer 477 liter brandstof verbruikte om de startbaan te bereiken. Israel Aerospace Industries liet daarop onderzoeken of het mogelijk was het vliegtuig door een grondafhandelingstrekker naar zijn startpositie te slepen, om vervolgens daar pas de motoren te starten. Daarmee verminderden de emissies en de geluidsoverlast, maar ook de kans dat de motoren vuil zouden aanzuigen. IAI bouwde een semi-robot, de Taxibot, die zich om het neuswiel van het vliegwiel klemde en vanaf dat moment door de piloot bestuurd kon worden. Ricardo voegde een derde as toe en verbeterde het controlesysteem, waardoor het vliegtuig met zijn eigen landingsgestel kon remmen. Ricardo bouwde ook de sleepeenheid en een testtrailer die een Boeing 747 repliceerde, maar die alleen de cockpit had. Later werd een afgedankte Boeing 747-200 gebruikt, waardoor de testen realistischer werden voor de piloot. IAI werkt sindsdien samen met Airbus en de Taxibot is door Boeing gecertificeerd voor de Boeing 737. In April 2020 werd de Taxibot getest op Schiphol.